# 西武ホールディングス
株式会社西武ホールディングス（せいぶホールディングス、英: SEIBU HOLDINGS INC.）は、大手私鉄の西武鉄道や西武・プリンスホテルズワールドワイド、西武不動産及びプロ野球球団の埼玉西武ライオンズ等を傘下に持つ西武グループの持株会社。東京都豊島区南池袋に本社を置く。

## 概要
西武ホールディングスは、2004年に発覚した西武鉄道における有価証券報告書虚偽報告事件を受けて、西武グループ創業家の堤義明前社長のワンマン経営からの企業体質の改善を図るとともに、東京都・埼玉県を中心にした鉄道事業と、プリンスホテルやコクド（実質的な西武鉄道グループの持株会社）が請け負ってきたレジャー・ホテル事業の一体型経営を行い、西武グループの経営を再建するために設立された。
西武グループは、グループの再編が行われるまでは、西武鉄道・国土計画の創業者である堤康次郎の後継者である堤義明が大半の株を保有するコクドにおいて、西武鉄道・西武建設と、首都圏外のプリンスホテル・ゴルフ・スキー場などの運営会社の株式の大数を有しており、コクドのオーナーである義明が西武鉄道グループの経営権を握っていた。しかし、2004年10月に上場会社であった西武鉄道と伊豆箱根鉄道が有価証券報告書上で、コクドの実質持株比率が上場廃止基準に触れるにもかかわらず、名義株で過小記載するといった虚偽記載を行っていたと公式に発表し、堤義明がコクドの会長職などを辞任し表舞台から退いた（堤は2005年に証券取引法違反容疑により逮捕）。これを受け東京証券取引所は双方に上場廃止処分を下した。この上場廃止に伴う信用低下と不採算事業の拡大から、メインバンクであるみずほフィナンシャルグループなど金融機関主導による経営再建の策定が急浮上した経緯がある。その過程でみずほコーポレート銀行からは後藤高志が送り込まれた。
2014年4月23日に東京証券取引所第1部に後藤主導のもと、再上場した。事実上の前身会社である西武鉄道が有価証券報告書虚偽報告事件を受け、2004年12月17日に上場廃止して以来、約9年半ぶりの再上場となった。鉄道業界における上場は1997年に上場した東海旅客鉄道（JR東海）以来17年ぶりである。この上場に合わせて、「西武ホールディングス」および「西武グループ」のロゴマークを変更した。2016年2月10日、西武鉄道が2004年に上場廃止となり、株主から株主代表訴訟で損害賠償請求を提訴され、賠償金など309億円を要した件で、西武HDは、堤義明らに支払いを求めていた債権の全額を回収すると発表した。堤は保有するNWコーポレーション株式の全部を売却して資金を捻出する。これによって堤と西武HDの関係は解消された。
池袋旧本社ビル跡地に賃貸オフィスビルであるダイヤゲート池袋を新築した。このビルは西武池袋線の線路上空に18階建てのビルであり、低層部には商業テナントを誘致している。2019年3月竣工したこのビルには西武HDの本社機能も入り、1986年以来33年ぶりに西武が池袋に帰る形となったが、鉄道は登記上の本店こそHDと同じ所に移転したが、本社はこれまで通り所沢に位置している。

### 設立スキーム
設立に至る手順は以下の通り。
- 2005年11月29日 - 持株会社の株式会社NWコーポレーションを設立。西武鉄道の親会社で、堤家が殆どの株式を握るコクドがNW社へ株式交換を行い、その子会社となると共にコクド株主はNW社の株主へ移る[9][10]。
- 2006年1月31日 - コクドが、アメリカの不動産投資ファンドであるサーベラス・キャピタル・マネジメントと、日興コーディアルグループの日興プリンシパル・インベストメンツに対し、第三者割当増資を実施。再建のための資本増強を行なうとともに、株式発行によりNW社を介した堤家の出資比率を下げ、資本的な影響力を低下させる。
- 2006年2月1日 - コクド・西武鉄道子会社のプリンスホテルはコクドを吸収合併。西武鉄道が会社分割を行い自社のホテル事業（品川・赤坂・新横浜・鎌倉といった西武線沿線以外の施設不動産・経営権）を、プリンスホテルに譲渡・承継させる。
- 2006年2月2日 - プリンスホテルが西武鉄道に対して株式交換を行ない、西武鉄道を完全子会社化する。
- 2006年2月3日 - 持株会社として株式会社西武ホールディングスを設立。プリンスホテルが同社へ株式移転を実施。西武鉄道の親会社はプリンスホテルから西武ホールディングスとなる。
- 2006年3月27日 - 会社分割手続きによってコクドの吸収合併に伴ってプリンスホテルが保有していた関連会社管理機能を西武ホールディングスへ承継させる。西武ホールディングスの完全子会社としてプリンスホテルと西武鉄道がぶら下がる現在の形となり、グループ再編を完了した[11]。

### 旧コクド株主をめぐる訴訟
- 2006年12月4日、セゾングループの元総帥堤清二、旧プリンスホテル・武蔵野地所（旧豊島園）・東京テアトルなどの社長を歴任した堤猶二らが西武ホールディングス・堤義明元会長・出資者のサーベラスに対して、西武ホールディングスへの経営は違法として、100億円の損害賠償請求を求めて訴訟を提起したが、2014年10月8日、最高裁第三小法廷は上告を棄却する決定を下している[12]。
- 2009年5月 - 東京地裁判決で、コクド（→旧プリンスホテルが吸収合併→西武ホールディングス）の株式について、実父の堤康次郎の存命時より名義借用によって株主を偽装していたことが認められる。堤義明が相続して20年以上経過したものを除いた一部のコクド株式については、堤猶二らの持ち分を認めた判決が下された。
  - 西武鉄道は西武鉄道の証券取引法違反事件を受けてこの株の仮名取引の存在を公表したが、堤義明が社長に就任してから40年以上の間、この仮名取引は数人の担当者の間でしか認知されていなかった行為であり、西武鉄道も仮名取引について「目的が分からなかった」としている。

## 傘下子会社
西武グループは、西武ホールディングス傘下の中核事業会社である西武不動産、西武・プリンスホテルズワールドワイド、西武鉄道とその子会社と孫会社を含め81社より構成されている。西武鉄道系は、地方鉄道の近江鉄道・伊豆箱根鉄道およびその子会社を除き、原則的に企業名の先頭に「西武」が付く。鉄道系以外では、例外は武蔵野地所、横浜アリーナである。
| 事業名称                         | 設立   | 業態 |
| -------------------------------- | ------ | --- |
| 西武不動産                       | 1956年 | 不動産の保有・経営・開発等 2006年2月にプリンスホテルを存続会社としてコクドを吸収合併。持株会社として西武ホールディングスを新設し、関連会社管理機能を同社へ承継させて同社の完全子会社となる。 2022年4月付でホテル・レジャー事業を株式会社西武・プリンスホテルズワールドワイドに承継し、株式会社プリンスホテルから株式会社西武リアルティソリューションズに商号変更。 2025年4月付で株式会社西武不動産に商号変更。 |
| 西武不動産プロパティマネジメント | 2024年 | 不動産の運営・管理・売買・仲介業務等 |
| 西武不動産投資顧問               | 2024年 | 投資助言・代理業、宅地建物取引業およびこれらに付帯する業務 |
| 西武不動産ビルマネジメント       | 1983年 | 建物及び建物内外の保守、管理、清掃業務、総合警備保障業務等 2025年4月付で株式会社西武SCCATから商号変更。 |

| 事業名称                             | 設立                     | 業態 |
| ------------------------------------ | ------------------------ | --- |
| 西武・プリンスホテルズワールドワイド | 2021年                   | 西武グループのホテル・リゾート事業の運営・統括会社 2021年12月に株式会社西武・プリンスホテルズワールドワイドを設立。 2022年4月付けで株式会社プリンスホテル(現在の西武不動産)からホテル・レジャー事業を承継する。 |
| 川奈ホテル（子会社）                 | 2002年（新旧分離による） | 「川奈ホテル」の経営 |
| 広島プリンスホテル（子会社）         |                          | 「グランドプリンスホテル広島」の経営 |
| 横浜八景島（子会社）                 | 1990年                   | 「横浜・八景島シーパラダイス」・「西武園ゆうえんち」など水族館・遊園地の運営、および2施設の管理業務請負。 |
| 男鹿水族館（第三セクター）           | 2003年                   | 秋田県立男鹿水族館の運営 |

| 事業名称                      | 設立                      | 業態 |
| ----------------------------- | ------------------------- | --- |
| 西武鉄道                      | 1912年                    | 鉄道事業者 |
| 近江鉄道                      | 1896年                    | 鉄道事業者 |
| 近江観光                      |                           | ザ・プリンス 京都宝ヶ池・びわ湖大津プリンスホテルの運営、旅行業の経営 近江鉄道子会社（西武鉄道は間接所有） |
| 伊豆箱根鉄道                  | 1916年                    | 鉄道事業者 |
| 伊豆箱根バス                  | 1989年                    | バス事業会社。伊豆箱根鉄道子会社 （西武鉄道は間接所有） |
| 伊豆箱根交通                  | 1974年                    | タクシー事業会社。伊豆箱根鉄道子会社。1932年に駿豆鉄道(伊豆箱根鉄道前身)が営業開始し、1969年に伊豆箱根ハイヤーとして独立。1974年に伊豆箱根交通と改称。2021年に系列の伊豆箱根タクシーと合併。 |
| 西武バス                      | 1932年                    | バス事業会社 |
| 西武造園                      | 1951年                    | 造園・緑化の企画・設計、施工、維持管理 |
| 西武トラベル                  | 1970年                    | 旅行業。西武鉄道の直営旅行会社であった「西武観光」（2011年11月事業廃止）とは別。 |
| 西武ハイヤー                  | 1967年                    | タクシー・ハイヤー事業会社 |
| 西武園ゆうえんち （旧豊島園） | 2005年 （新旧分離を実施） | 「西武園ゆうえんち」・日帰り入浴施設「庭の湯」運営 2020年10月付けで株式会社豊島園から株式会社西武園ゆうえんちに名称変更。同年8月まではとしまえんを運営。 |
| 西武ライオンズ                | 1950年                    | プロ野球興行運営会社。設立は西鉄野球としての設立年（設立登記日は同年1月28日）。1978年10月25日、中村長芳が経営する福岡野球（太平洋クラブライオンズ→クラウンライターライオンズ）を買収し傘下入り。同年より西武ライオンズとなる。2008年に"埼玉"を球団名に冠し、埼玉西武ライオンズとなった。なお、球団名に埼玉が付いた後も運営会社名は「西武ライオンズ」のままである。 |
| 西武レクリエーション          | 1997年                    | 西武鉄道が所有するレジャー施設の賃借・運営（BIG BOX 東大和・狭山スキー場・西武園競輪場・豊島園 庭の湯・東伏見アイスアリーナなど）。 |
| 横浜アリーナ                  | 1986年                    | 横浜アリーナの賃貸・運営 |

| 事業名称                                                                                   | 設立   | 業態                       |
| ------------------------------------------------------------------------------------------ | ------ | -------------------------- |
| 池袋ショッピングパーク （筆頭株主はそごう・西武〈セブン&アイ・ホールディングス間接保有〉） | 1959年 | 同所の商業施設・駐車場経営 |

## テレビ番組
- 日経スペシャル ガイアの夜明け 西武王国の崩壊（2005年3月8日、テレビ東京）[13]
- 日経スペシャル カンブリア宮殿 大復活スペシャル2017 "奇跡の大逆転"の舞台裏（2017年12月21日、テレビ東京）- 日本マクドナルド 社長（当時） サラ・カサノバ、西武ホールディングス 社長（当時） 後藤高志出演[14]。